# Kraków Plaza
Краків Плаза (пол. Kraków Plaza) — торговий центр в Кракові (Польща), розташований в східній частині міста недалеко від Kraków Arena.

## Історія
Будівництво Kraków Plaza було розпочате у 2001 році, а вже у 2002 торговий центр було урочисто відкрито. Над проектом будівлі працювало угорське бюро «Casiopea Group». Замовником будівництва виступила міжнародна компанія «Plaza Centers NV», зареєстрована у Нідерландах.
У 2005 році Kraków Plaza, разом із ще трьома торговими центрами (Poznan Plaza, Ruda Slaska Plaza та Sadyba Best Mall), була продана французькій компанії Klépierre за 204 млн. €.
У 2018-2019 рр. Plaza у Кракові була перебудована в аутлет-центр.
У серпні 2021 року останні орендарі залишили об’єкт і його закрили.
На початку 2022 року об’єкт придбав новий власник, який планує знести колишню галерею та побудувати комплекс новобудов.
У березні 2022 року, перед початком знесення будівлі, в галереї організували пункт допомоги біженцям з України та нічліг.
У травні 2023 року будівлю розібрали.